# Lossatal
Lossatal är en kommun i Landkreis Leipzig i förbundslandet Sachsen i Tyskland. Kommunen har cirka 6 000 invånare.
Kommunen bildades den 1 januari 2012 genom en sammanslagning av de tidigare kommunerna Falkenhain och Hohburg.